# Brazzers
Brazzers – przedsiębiorstwo produkujące filmy pornograficzne w Ameryce Północnej. Strona online Brazzers składa się z trzydziestu stron internetowych z twardą pornografią.

## Historia
Marka Brazzers została zapoczątkowana na początku 2005 roku przez Ouissama Youssefa i Stephana Manosa oraz przyjaciół z Uniwersytetu Concordia i Matta Keezera. Pomimo iż strona jest zarządzana z Montrealu (Quebec, Kanada), większość scen i zdjęć jest kręcona w Las Vegas (Nevada), Los Angeles w Kalifornii oraz Miami na Florydzie.
Dla Brazzers pracowały: Phoenix Marie, Monique Alexander, Bridgette B i Ariella Ferrera, a także Abella Danger, Abigail Mac, Adriana Chechik, Aletta Ocean, Angela White, Audrey Bitoni, Asa Akira, Ava Addams, Bonnie Rotten, Britney Amber, Chanel Preston, Dani Daniels, Diamond Foxxx, Eva Angelina, Jayden Jaymes, Jessa Rhodes, Julia Ann, Kagney Linn Karter, Kendra Lust, Krissy Lynn, Lela Star, Lena Paul, Lisa Ann, Luna Star, Madison Ivy, Mia Malkova, Natalia Starr, Nicole Aniston, Nicolette Shea, Nikki Benz, Nina Elle, Peta Jensen, Rachel RoXXX, Rachel Starr, Riley Reid i Romi Rain.

## Nagrody
| Rok  | Nagroda          | Kategoria                                                          |
| ---- | ---------------- | ------------------------------------------------------------------ |
| 2009 | AVN Award        | Najlepsza witryna dla dorosłych                                    |
| 2009 | AVN Award        | Najlepsze wydanie duży biust Big Tits At School (2007)             |
| 2009 | XBIZ Award       | Program partnerski roku                                            |
| 2011 | AVN Award        | Najlepsza sieć witryn członkowskich                                |
| 2012 | AVN Award        | Najlepsza strona członkowska                                       |
| 2013 | AVN Award        | Najlepsza witryna członkowska                                      |
| 2013 | TSXA             | Ulubiona strona dla dorosłych                                      |
| 2013 | Sex Awards       | Ulubiona strona internetowa dla dorosłych                          |
| 2014 | XBIZ Award       | Studio strony roku                                                 |
| 2014 | Ficeb            | Najlepsza międzynarodowa firma z treściami dla dorosłych           |
| 2015 | AVN Award        | Najlepsza strona członkowska                                       |
| 2015 | XBIZ Award       | Witryna roku dla dorosłych – wideo                                 |
| 2016 | XBIZ Award       | Witryna roku dla dorosłych – wideo                                 |
| 2018 | AVN Award        | Ulubiona strona członkowska                                        |
| 2019 | Pornhub Award    | Najlepszy kanał                                                    |
| 2019 | Urban X Award    | Studio roku                                                        |
| 2019 | XBIZ Award       | Płatna strona roku                                                 |
| 2019 | XBIZ Award       | Kampania marketingowa roku (firma)                                 |
| 2020 | Pornhub Award    | Najlepszy kanał                                                    |
| 2020 | Pornhub Award    | Ulubiony kanał wg widzów                                           |
| 2020 | Fleshbot Award   | Najlepsza płatna strona internetowa                                |
| 2021 | Fleshbot Awards  | Najlepsza sieć płatnych stron                                      |
| 2022 | XBIZ Award       | Płatna strona roku                                                 |
| 2022 | Pornhub Award    | Najpopularniejszy kanał                                            |
| 2022 | NightMoves Award | Najlepsza firma produkcyjna                                        |
| 2022 | Venus Award      | Nagroda Jury dla najpopularniejszej międzynarodowej strony płatnej |
| 2023 | Venus Award      | Najpopularniejsza międzynarodowa strona płatna                     |
| 2023 | Urban X Award    | Studio roku                                                        |
| 2024 | XBIZ Award       | Studio roku                                                        |
| 2024 | Pornhub Award    | Najpopularniejszy kanał                                            |
| 2025 | Pornhub Award    | Najpopularniejszy kanał                                            |
| 2025 | Urban X Award    | Najpopularniejsza płatna strona                                    |
| 2025 | Urban X Award    | Najpopularniejszy program radiowy / podcast                        |